# 盛バイパス
盛バイパス（さかりバイパス）は、国道45号のバイパス道路である。

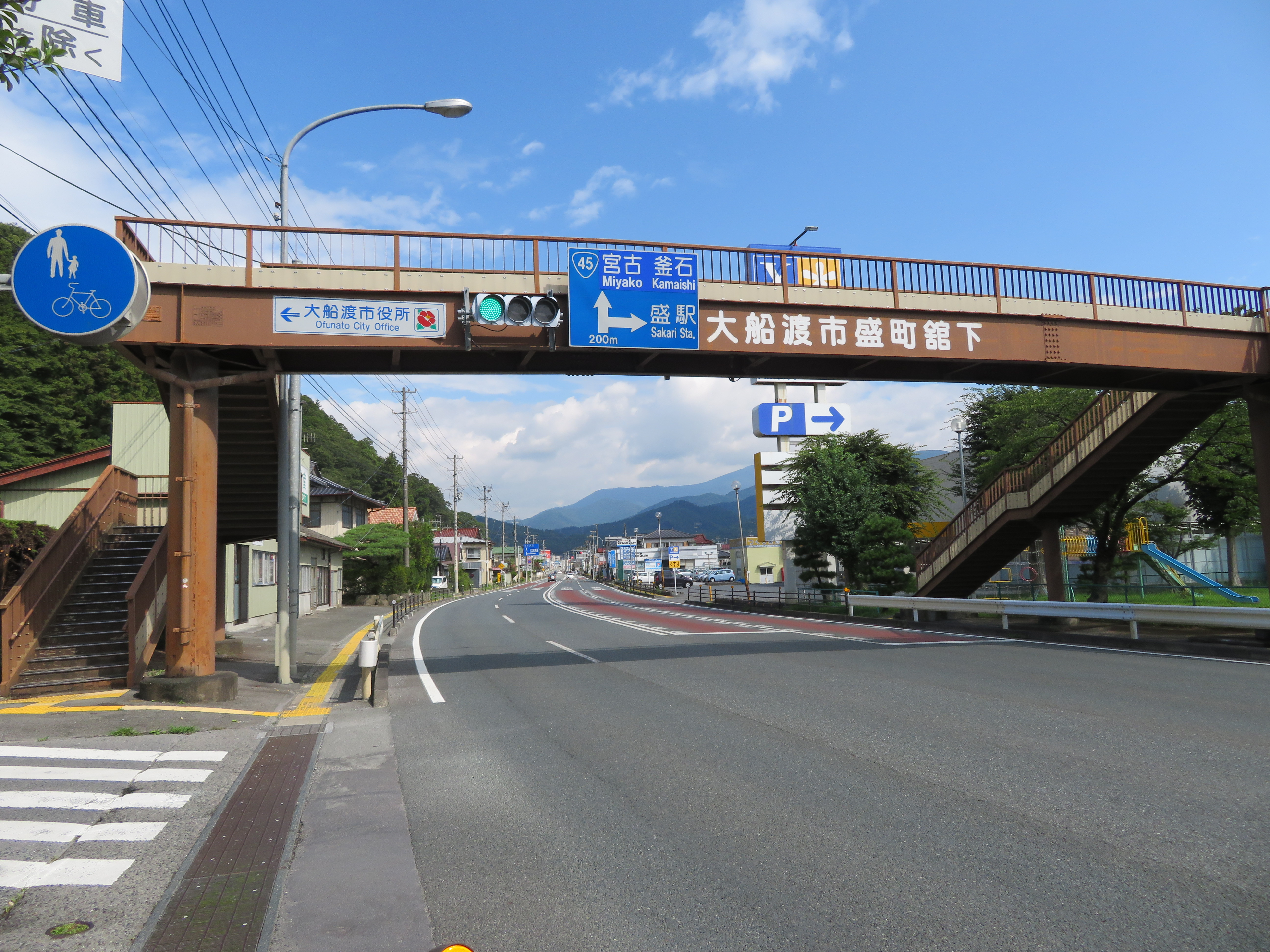
岩手県大船渡市盛町舘下付近

## 概要
- 起点：大船渡市盛町字御山下（大船渡バイパスの終点・御山下交差点）
- 終点：大船渡市盛町字権現堂（国道107号（盛岡・北上・遠野方面）、国道397号（横手・水沢・江刺方面）、岩手県道230号丸森権現堂線（大船渡市街・盛町方面）との交点・権現堂交差点）
- 車線数：片側2車線（全4車線）
- 途中交差する道路：なし

## 特徴
大船渡市盛町市街地の混雑及び狭隘箇所を避ける、また旧国道45号と並走する形で建設されたバイパス。全区間4車線で両側に走行車線と追越車線が設置されている。